# Hilinawalo Mazino
Hilinawalo Mazino is een bestuurslaag in het regentschap Nias Selatan van de provincie Noord-Sumatra, Indonesië. Hilinawalo Mazino telt 1360 inwoners (volkstelling 2010).